# Espectrometria de massa

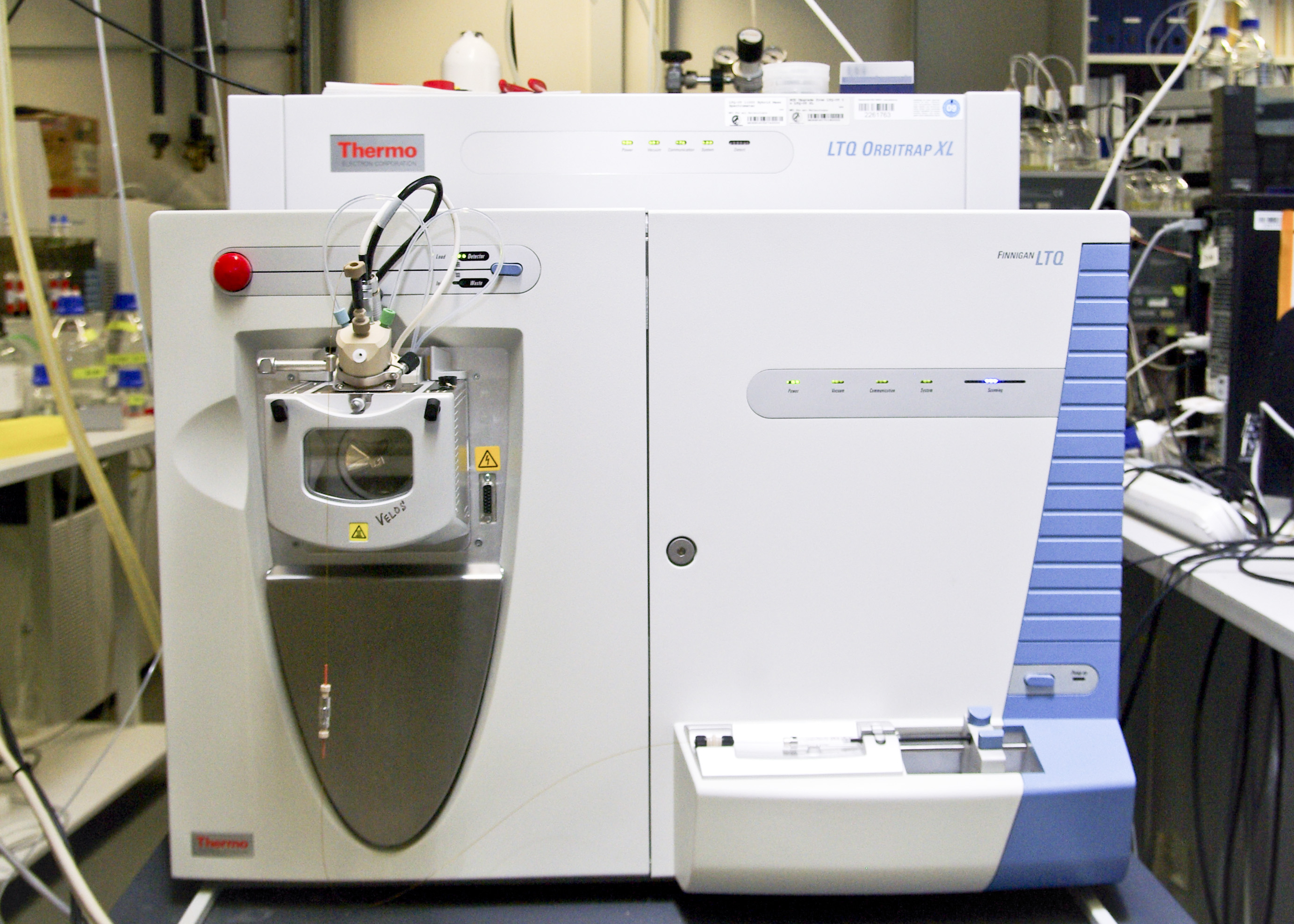
Espectrômetro de massa.

A espectrometria de massas é uma técnica analítica física para detectar e identificar moléculas de interesse por meio da medição da sua massa e da caracterização de sua estrutura química. O princípio físico básico de um espectrômetro de massa consiste em criar íons de compostos orgânicos  por um método adequado, separá-los de acordo com a sua taxa de massa/carga (m/z) e, por conseguinte, detectá-los qualitativa e quantitativamente por sua respectiva taxa m/z e abundância. A espectrometria de massas é frequentemente aplicada no controle de poluição, controle de comida, física atômica, determinação de parâmetros termodinâmicos, controle de qualidade de medicamentos quanto a sua pureza, gerando laudos e acompanhando rotas de síntese dos mesmos; datação radiométrica quantificando c14 para c12, c13 de orgânicos carbonizados;  e muitos outros ramos científicos.

### Bioquímica

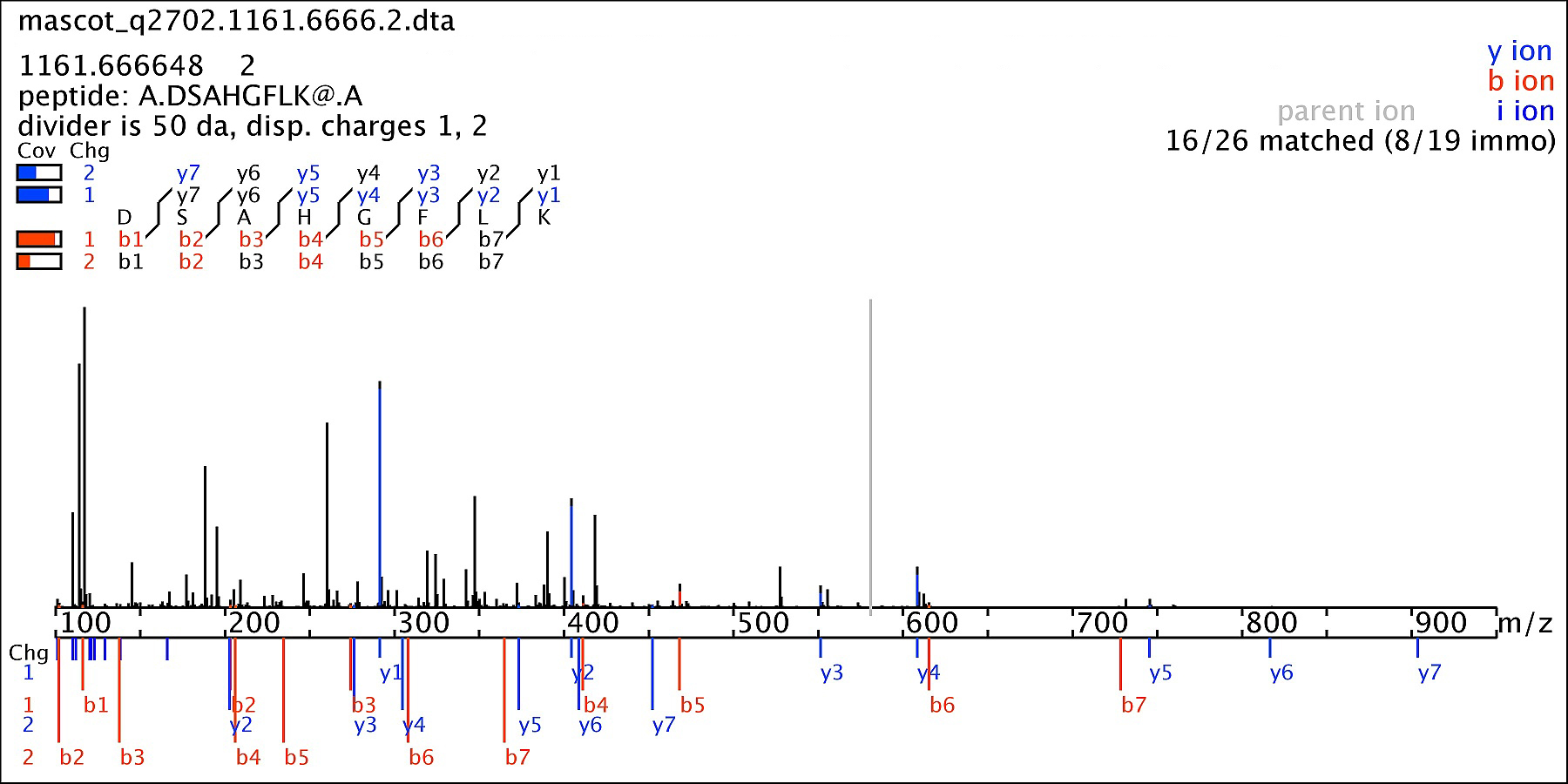
Exemplo de um espectro de massas: o peptídeo DSAHGFLK

## Histórico

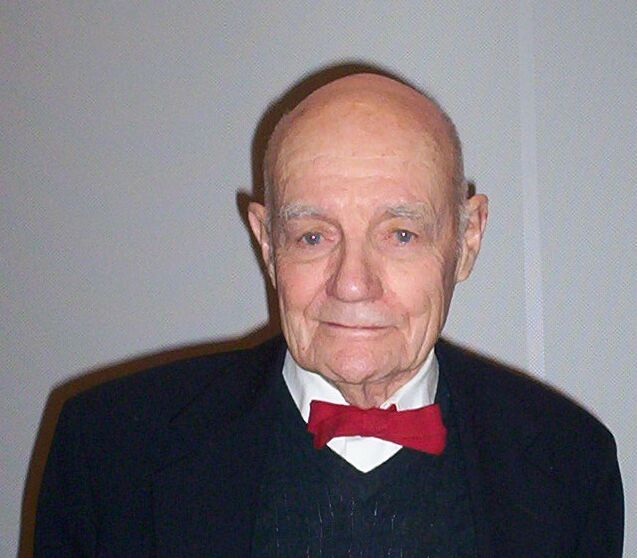
John Fenn, agraciado com o Nobel de Química em 2002

Em 1886, o físico alemão Eugen Goldstein observou raios formados em descargas de gás sob baixa pressão que viajava através dos canais em um cátodo perfurado na direção do ânodo, e chamou este fenômeno de "Kanalstrahlen" (raios canais). Mais tarde (1907), utilizando campos magnéticos demonstrou que os raios produzidos revelavam que a matéria era composta por elementos de massa variável, sendo que a mais leve era a do hidrogênio. Em experimentos paralelos utilizando fortes campos magnéticos e elétricos, Wilhelm Wien (1898) identificou a presença de um elemento com carga positiva e massa igual a do hidrogênio, e em 1911 recebeu o Prêmio Nobel de Física. Também em paralelo, diversos estudos estavam sendo realizados por Joseph J. Thomson, que em 1897 descobriu os elétrons, recebendo o Prêmio Nobel de Física em 1906, como reconhecimento por esta descoberta. Posteriormente, trabalhando sobre os experimentos de Wien, J. J. Thomson obteve um registro em chapas fotográficas obtidos pela ionização do gás neônio. Contudo seus registros acusavam a presença de duas marcas referentes ao neônio, que foram inicialmente entendidas como se o gás neônio fosse formado por uma mistura de dois gases. Mais tarde foi atribuído que a presença de compostos de massas diferentes no gás neônio era devido à presença de seus isótopos (20Ne, 21Ne e 22Ne), assim, outros compostos isotópicos acabaram sendo identificados.
Em 1918, Arthur J. Dempster desenvolveu o primeiro espectrômetro moderno,
e fez a importante descoberta do isótopo 235U. Em 1919, Francis W. Aston também
desenvolveu e melhorou seu espectrômetro de massas, o que lhe permitiu descobrir 212 isótopos naturais e em 1922 ele recebeu o Prêmio Nobel de Química pela sua pesquisa. Os conceitos desenvolvidos por Arthur J. Dempster e Francis W. Aston são utilizados até hoje no desenvolvimento dos modernos espectrômetros de massas.
Mais tarde, na década de 50, foi desenvolvida uma das principais técnicas de análise de massas, chamada de íon trap (armadilha de íons). Seus criadores, Hans G. Dehmelt e Wolfgang Paul receberam o Prêmio Nobel de Física (1989). Contudo, todas as técnicas de ionização e análise de massas até então desenvolvidas, não permitiam análises de moléculas de alta massa molecular, mas nos anos 80, John Bennett Fenn desenvolveu um método de ionização suave chamado de electrospray ionization, que permitiu a análise de macromoléculas com baixos níveis ou nenhuma fragmentação. Fenn juntamente com Koichi Tanaka, quem desenvolveu outra técnica suave de ionização chamada de soft laser desorption (1987), receberam o Prêmio Nobel de Química em 2002. A importância do desenvolvimento desta técnica analítica pode ser notada pelo grande número de Prêmios Nobel que foram dados aos seus criadores.

## Estrutura de um espectrômetro de massas

Estrutura de um espectrômetro de massa

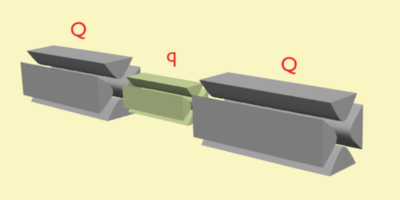
Estrutura de um triplo quadrupolo

Na espectrometria de  massas  quase  qualquer  técnica para alcançar as metas de ionização, separação e detecção de íons em fase gasosa se aplica. Com isso, há uma configuração básica para todos os tipos de espectrômetros de massas. Um espectrômetro de massas consiste de uma fonte de íons (em que os componentes de uma amostra são convertidos em íons, através de um agente ionizante), seguido por um analisador  de massas que separa os íons de acordo com a taxa m/z  e um detector, o qual conta e transforma a corrente de íons em  sinais elétricos que posteriormente vão para um sistema de computador que processa o sinal, todos os componentes do espectrômetro sendo operados sob condições de alto vácuo. O resultado é um espectro de massas, que é uma representação, em  duas dimensões, da intensidade do sinal (eixo das ordenadas), (que reflete diretamente a abundância das espécies iônicas) versus m/z(abscissa).
O espectrômetro de massas é, assim, composto de quatro partes:
- O sistema de introdução de amostras

Os métodos mais comuns são :
- a inserção direta: a amostra é colocada em primeiro lugar sobre uma sonda e, em seguida, inserido na região de ionização do espectrômetro de massas, tipicamente através de um bloqueio de vácuo, após a amostra é aquecida e evaporada).
- a infusão direta: Um capilar simples ou uma coluna capilar é utilizado para introduzir uma amostra, tal como um gás ou uma  solução. Essa técnica, por exemplo inclui a cromatografia de gás.[5][9]
- A fonte de ionização: Nessa etapa a consideração mais importante é a energia interna transferida durante os processos de ionização e as propriedades físico-químicas que podem ser ionizados.Como exemplos de algumas fontes de ionização, temos:
- Ionização por elétrons
- Ionização química
- Bombardeamento atômico rápido(FAB)
- ionização química à pressão atmosférica
- ionização por electrospray
- A matriz de dessorção a laser assistida por ionização (MALDI)
- Analisador de massas: etapa em que ocorre a separação  dos íons de acordo com a  relação  massa/carga (m/z). Há analisadores de baixa resolução: o quadrupolo (Q), o ion trap 3D (IT) ou linear (LIT) e analisadores de alta resolução ,que medem  a massa exata dos analitos: o setor magnético acoplado com um setor elétrico, o tempo de voo (TOF),Transformada de Fourier de ressonância cíclotron de íons (FT-ICR) e Orbitrap. Estes analisadores podem ser acoplados em conjunto para executar as experiências de espectrometria de massas em tandem . Em geral, um primeiro analisador separa os íons, uma célula de colisão é usada para os íons do fragmento, e um segundo analisador os separa do fragmento. Alguns analisadores, como armadilhas de íons(ion trap,em inglês) e FT-ICR, constituem vários analisadores e permitem uma  fragmentação dos íons e análise dos fragmentos diretamente.
- O sistema de detecção e processamento: etapa em que o detector transforma a corrente dos íons em sinal elétrico.  Além disso, o detector  amplifica o sinal obtido o qual  pode ser processado por computador, criando, por conseguinte, o espectro de massas correspondente.[6]

### Ionização por elétrons(EI)

Diagrama da ionização por elétrons.A proporção dos produtos depende da energia dos elétrons

### Ionização química

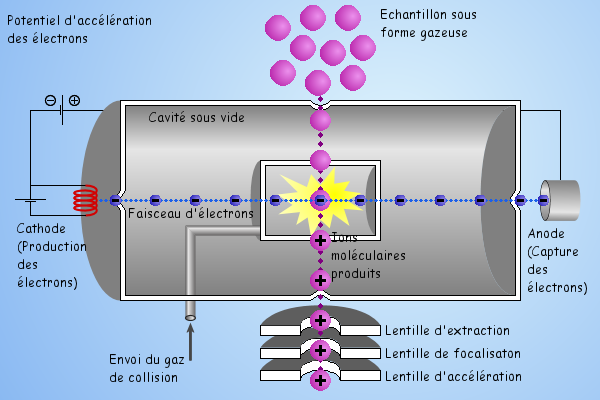
Fonte de ionização química

### Ionização por Electrospray(ESI)

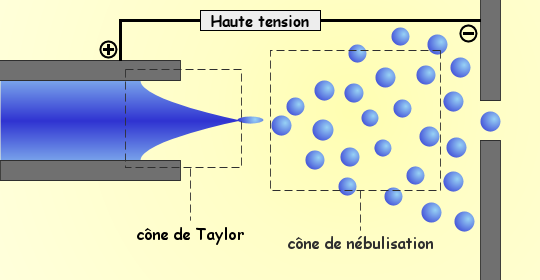
Fonte de ionização por electrospray

### MALDI

Fonte de ionização MALDI

### O analisador quadrupolar

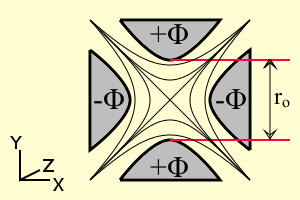
Seção de um quadrupolo

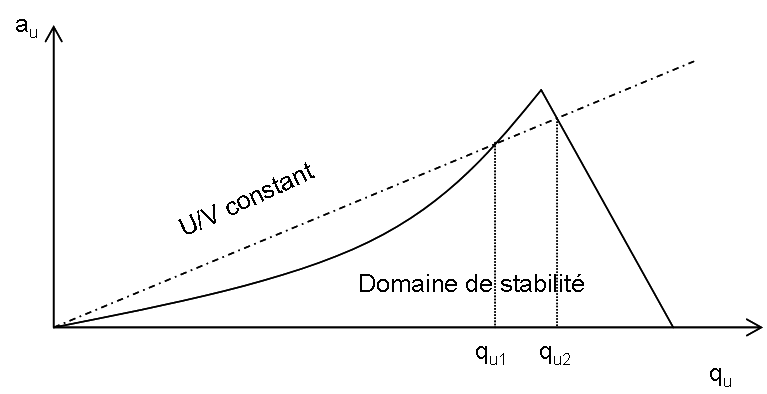
Diagrama de estabilidade dos íons em um quadrupolo

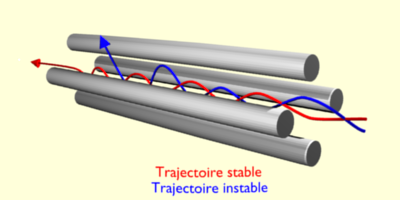
Esquema da trajetória da estabilidade de um íon em um quadrupolo

### FT-ICR

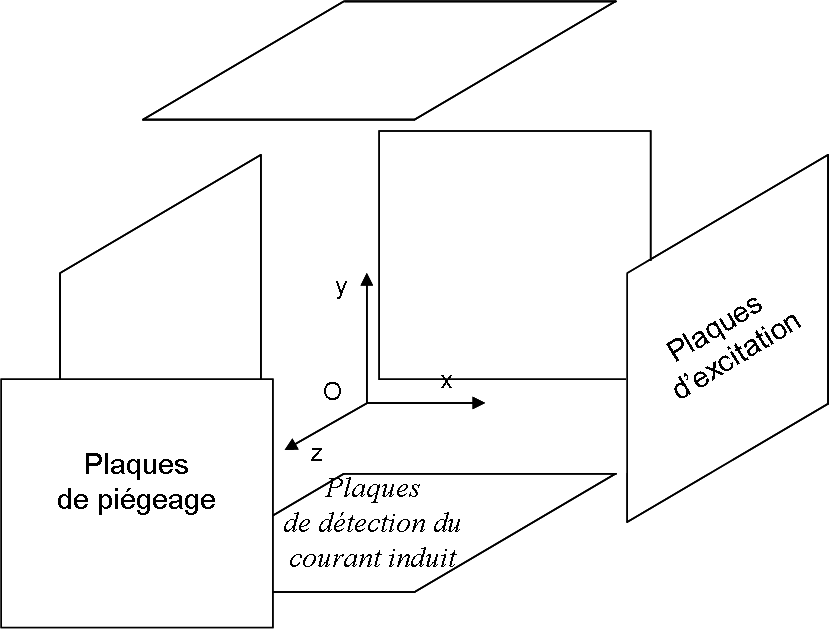
Esquema de uma célula cúbica ICR

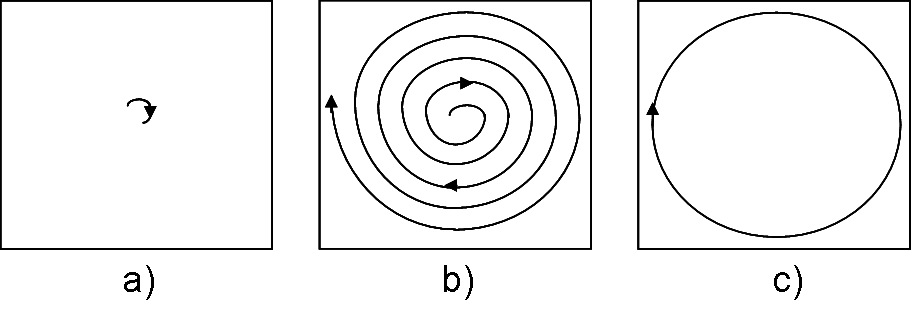
Etapas de um espectrômetro de massa ICR : a)íons antes de excitação, b) Excitação de íons até uma certa órbita, c) o movimento coerente de íons de mesma relação m / z

### Orbitrap

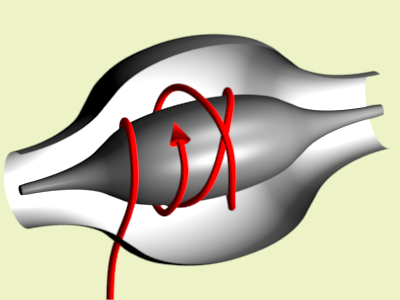
Trajetória dos íons através de um orbitrap (em vermelho)

### Multiplicadores de elétrons

Esquema da cascata de elétrons que ocorre nos multiplicadores de elétrons

## Espectrometria de massas do tipo Tandem

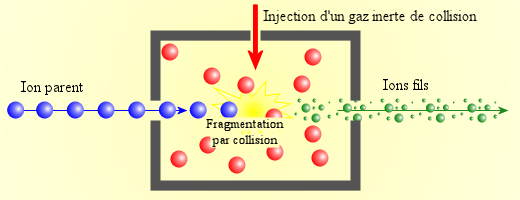

#### Princípio de operação

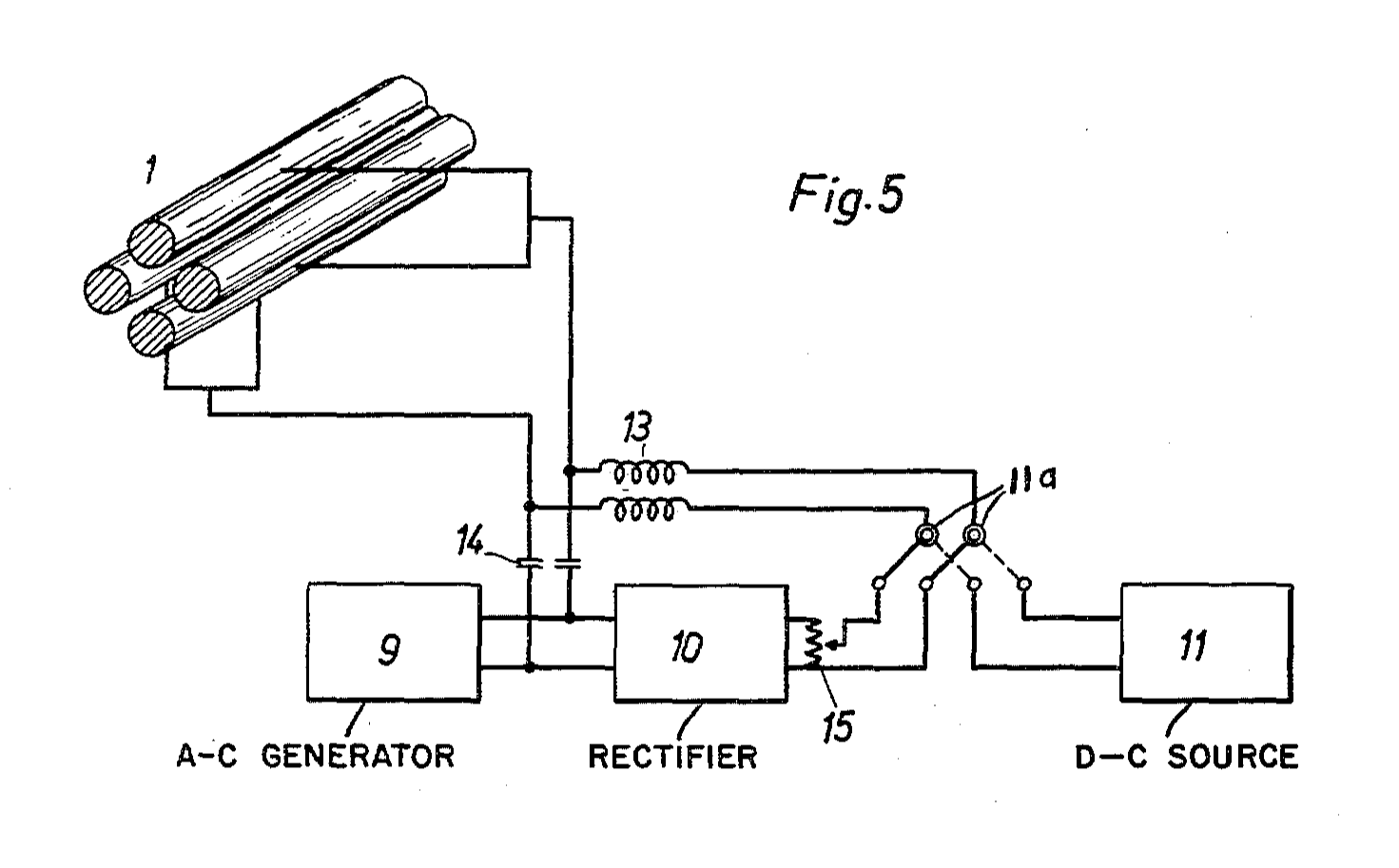
Patente de Paul 2939952 Fig5

#### Instrumentação

Esquema de um espectrômetro de massa triplo quadrupolo

### Analisadores eletromagnéticos acoplados a quadrupolos ou armadilhas iônicas

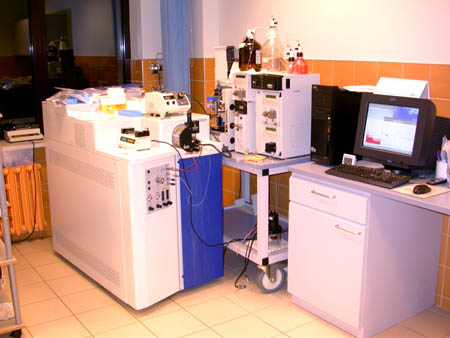
Espectrômetro híbrido de configuração BeqQ.

### Analisador de armadilha de íons(IT) combinado TOF ou ICR

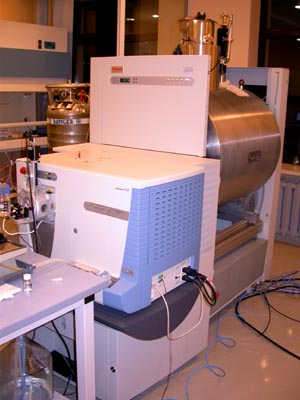
Espectrômetro híbrido de configuração IT TOF